# 후쿠다 히데코

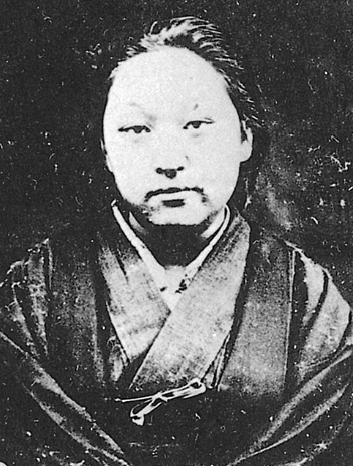

후쿠다 히데코(일본어: 福田 英子: 1865년 11월 22일(음력 게이오 원년 10월 5일)-1927년 5월 2일)는 막말부터 쇼와 시대 초기까지 활동한 일본의 사회운동가다. 일본 여성해방운동의 선구자로 알려져 "동양의 잔다르크"라는 별명이 있다. 원래 성은 카게야마(景山).
오카야마번 하급무사의 딸로 태어났다. 교육열이 높은 가정에서 자라 어려서부터 영리하고 15세에 소학교 교사 조교가 되었다. 그 뒤 모친 오빠와 함께 사숙을 열어 자제 교육에 뜻을 두었다.
18세 대 키시다 토시코의 연설에 감명받아 자유당에 입당하게 되었는데, 그 경위는 이러하다. 1884년(메이지 17년) 증홍학사 폐쇄사건으로 메이지 정부의 독재와 탄압을 몸소 느낀 카게야마는 몸을 바쳐 반정부에 투쟁하기로 결심하고, 모친에게도 사실을 밝히지 않고 고향을 떠나 오사카로 향했다. 당시 자유당 지지자로 유명했던 야마토 호농 도쿠라 쇼자부로에게 도쿄 유학 비용 원조를 부탁하기 위해서였다. 그러나 도쿠라가 오사카에 부재중이라 낙심하고 있는데 마침 오사카로 하방한 코바야시 구스오를 만났다. 코바야시는 카게야마의 사람됨이 굳세고 입이 무거운 것을 높이 사 자유당 총리 이타가키 다이스케에게 소개했다. 이타가키는 카게야마에게 일체의 지원을 약속하고, 그 뒤 오사카에 돌아온 도쿠라에게 주선을 해 주어 학비를 출자해 주었다. 그 뒤 도쿄에서 사카자키 시란을 보호자로 삼아 그에게 생활 일체를 의지했다.
그 뒤 오오이 켄타로와 내연관계가 되어 아이를 한 명 낳았다. 그 뒤 내연남 오오이가 주도한 조선 침투음모에 가담했다. 하지만 음모 일체가 발각되고 카게야마도 폭발물을 운반한 죄로 체포된다(오사카 사건). 출소 이후 오오이와는 결별하고 『만조보』 기자 후쿠다 유사쿠와 결혼해 세 아이를 낳았다. 하지만 빈곤으로 인해 사별했다. 그 뒤 후쿠다의 서생이던 이시카와 산시로와 교제했다. 그러는 동안 오오이와 여자실업학교, 츠노하즈 여자공예학교를 설립한다.
우치무라 간조의 자택에서 이루어진 츠노하즈 성경연구회에 참석해 성경공부를 했다. 하지만 1907년 우치무라가 반공적 색채를 드러내자 연구회 출석을 그만두었다. 그 직후인 3월 15일 『세계부인』 제6호에 「우치무라 선생 전상서」를 기고하여 이 글에서 “사회주의와 기독교의 신의 섭리는 일치할 수 있지 않는가, 또한 영혼의 구제보다 물계의 구조를 도모하는 것이 신의 진의가 맞지 않겠는가” 같은 질문을 던지고 교시를 요구했다.
자유민권운동이 우경화되어 메이지 정부에 포섭당하면서 망하고, 고토쿠 슈스이, 사카이 토시히코 등이 일본 사회주의의 개조가 되어 평민사를 설립하자 거기에 참여함으로써 후쿠다는 사회주의로 완전히 전향한다. 평민사가 해산된 이후에도 아베 이소오 등과 월간지 『세계부인』을 발간하고 그 주필을 맡는 등 언론활동을 계속했다.
1927년 사망했다. 향년 61세.

## 같이 보기
- 일본 문학

## 참고 자료
- 『妾の半生涯』：岩波書店　1958年（初出1901年）
- 鈴木範久『内村鑑三』岩波新書、1983年